# ガリバー旅行記 (2010年の映画)
『ガリバー旅行記』（原題: Gulliver's Travels）は、2010年のアメリカ映画である。ジョナサン・スウィフトの風刺小説『ガリヴァー旅行記』を原作にした実写映画で、それまでアニメーション映画を撮ってきたロブ・レターマンが監督し、ジャック・ブラックがガリバーを演じる。3Dに変換して公開された。

## ストーリー
ニューヨークの新聞社で郵便係をしているガリバーは、口先だけは威勢が良いが、実際の行動に移すことは全くしない小心者で、片想いのダーシーに想いを伝えられずにいた。そんなガリバーに対し、後輩のダンは「あなたは、それ以上ビッグにはなれない」と冷たく言い放つ。ダンの言葉に触発されたガリバーは、複数の文書の盗作をして作り上げた記事をダーシーに送り彼女の目を引き、バミューダ海域の取材を任されることになる。
ダーシーに認められたことに感激したガリバーは、早速船で出発するが、途中で嵐に巻き込まれてしまい、小人たちが暮らすリリパット王国に漂着する。隣国ブレンスキー王国の手先だと勘違いされたガリバーは、牢屋送りにされてしまうが、そこで彼は、リリパット王国のメアリー王女に恋をして牢屋送りになっていたホレイショと出会う。2人は、メアリー王女の婚約者エドワード将軍の命令で重労働の刑にされるが、メアリー王女を誘拐しようとしたブレンスキー王国のオーガスト王子の襲撃を撃退し、放火された宮殿からセオドア王を救出したことから英雄扱いされることになる。ガリバーは、得意の大口でメアリー王女たちの人気を集め、「自分はマンハッタンの大統領で歴戦の英雄だ」と嘘をついてしまう。ガリバーは、リリパット王国の人々にニューヨーク風の文化を教え、また、親友になったホレイショに恋の手ほどきを教え、彼とメアリー王女の恋を応援するなど快適な生活を送る。しかし、兵士たちが見つけたiPhoneの留守電記録にあったダーシーの音声から、自分の行った盗作がバレてしまい、彼女から嫌われたことを知ったガリバーは意気消沈してしまい、ニューヨークに帰らず「このままリリパット王国に暮らしたい」と言い出す。
一方、ガリバーによって人々の人気とメアリー王女を奪われそうになったエドワード将軍は、ガリバーを追い返そうとセオドア王に直訴するが、セオドア王はエドワードを副将軍に降格し、代わりにガリバーを将軍に任命してしまう。頭にきたエドワードは、海岸の防衛システムを破壊し、ブレンスキー艦隊の侵入を誘発する。ブレンスキー艦隊の撃退を任されたガリバーは、撃退するふりをして誤魔化そうとするが、艦隊の大砲が自分には効かないと知ると、艦隊を引っ張り降伏させてしまう。完全に人気を奪われたエドワードは、メアリー王女のもとを訪ねるが、既にホレイショと両想いになっていた王女にも相手にされない。ガリバーへの憎しみが募ったエドワードは、ブレンスキー王国に寝返り、ガリバーが持ち込んだロボットの説明書を基にロボットを造り、ブレンスキー王国のレオポルド王とともに兵隊を引き連れ、リリパット王国に攻めて来る。迎え撃つガリバーは、エドワードの攻撃を受けあっさり降伏してしまい、同時にそれまでついてきた嘘も全てばれてしまう。人々からの信頼を失ったガリバーは、エドワードによって巨人の国に追放されてしまう。
巨人の国に追放されたガリバーは、巨人な少女の玩具にされてしまうが、助けに来たホレイショから、ダーシーがリリパット王国に漂着しエドワードに捕まったことを聞かされ、再びリリパット王国に向かう。ダーシーと和解したガリバーは、リリパット王国を救うため再びエドワードに勝負を挑む。改良されたロボットに苦戦するガリバーだったが、ホレイショの協力を得てエドワードを倒すことに成功する。王国を救い、人々からの信頼も取り戻したガリバーは、恋人同士となったホレイショとメアリー王女に見送られて、ダーシーとともにニューヨークに戻る。ニューヨークに戻ったガリバーは、郵便係からジャーナリストに出世し、恋人となったダーシーとともに旅行記事を書くことになる。

## キャスト
※括弧内は日本語吹き替え
- レミュエル・ガリバー - ジャック・ブラック（高木渉）
- メアリー王女 - エミリー・ブラント（斎藤恵理）
- ダーシー・シルバーマン - アマンダ・ピート（佐々木優子）
- ホレイショ - ジェイソン・シーゲル（宮内敦士）
- セオドア王 - ビリー・コノリー（村松康雄）
- エドワード将軍 - クリス・オダウド（石川禅）
- ダン・クイント - T・J・ミラー（大家仁志）
- ジンクス - ジェームズ・コーデン（茶風林）
- イザベラ女王 - キャサリン・テイト（唐沢潤）
- レオポルド王 - エマニュエル・カトラ（外谷勝由）
- オーガスト王子 - オリー・アレクサンデル（内田夕夜）
- ブレ艦長 - スチュアート・スカダモア (遠藤純一)
- ローズ役の女優 - ジェマ・ウィーラン (石津彩)
- 尻に挟まる兵士 - ジョー・ロー・トルグリオ (大西健晴)
- マーク - ロバート・ギルバート (松尾大亮)
- 巨人の少女 - ダニー・ベネイター (羽飼まり)

## 評価
2010年12月25日に北米2546館で公開され、初週末3日間で630万7691ドルを稼いで週末興行収入8位となった。製作費1億1200万ドルに対し、北米での累計興行収入は4277万6259ドルに終わったが、その他の国々では合計で1億7300万ドルを売り上げている。
Rotten Tomatoesでの評論家の支持率は22%（83名中18名）で、平均点は10点満点で3.9点である。
第31回ゴールデンラズベリー賞ではジャック・ブラックが最低主演男優賞にノミネートされた。